# Saviaugu
Saviaugu – wieś w Estonii, w prowincji Viljandi, w gminie Kõo.